# Cyrtomidictyum
Cyrtomidictyum é um gênero de samambaia pertencente a família das Dryopteridaceae. Contém quatro espécies.

## Espécies
- Cyrtomidictyum basipinnatum (Baker) Ching
- Cyrtomidictyum conjunctum Ching
- Cyrtomidictyum faberi (Baker) Ching
- Cyrtomidictyum lepidocaulon (Hook.) Ching